# Staffan Dahl
Karl Emil Staffan Dahl, född 16 september 1919 i Uppsala, död 20 juli 2009 i Sollentuna församling, Stockholms län
, var en svensk bibliotekarie och översättare från ryska. 

## Biografi
Dahl blev filosofie magister i Uppsala 1948, filosofie licentiat 1948, filosofie doktor 1949, tjänstgjorde vid Försvarsstaben 1944–1947, var förste assistent vid slaviska institutionen vid Uppsala universitet 1947–1949, blev amanuens vid Kungliga biblioteket i Stockholm 1949, bibliotekarie 1953 och var förste bibliotekarie där 1959–1984. 
Vid sidan av denna verksamhet översatte Dahl rysk skönlitteratur och reviderade också äldre översättningar. Han var också i praktiken en av författarna till det stora rysk-svenska lexikon från 1948 som bär Gunnar Gunnarssons namn. Efter hans pensionering från KB följde så hans översättningar av Fjodor Dostojevskijs stora romaner.

## Böcker
- Codex Ad 10 der Västeråser Gymnasialbibliothek (Uppsala: Lundequistska bokhandeln, 1949) [Avhandling]

## Översättningar (urval)
- Jan Larri: Kariks och Valjas underbara äventyr (Prikljutjenija Karika i Vali) (Geber, 1947)
- Michail Sjolochov: Den azurblå stäppen och andra noveller (Tiden, 1961)
- Isaac Babel: Budjonnyjs röda ryttararmé (Konarmija) (Tiden, 1963)
- Ivan Gontjarov: Bråddjupet (Obryv) (Cavefors, 1977)
- Anton Tjechov: En okänd människas berättelse och andra noveller (Wahlström & Widstrand, 1981)
- Fjodor Dostojevskij: Bröderna Karamazov (Bratʹja Karamazovy) (Wahlström & Widstrand, 1986)
- Fjodor Dostojevskij: Idioten (Idiot) (Wahlström & Widstrand, 1989)
- Fjodor Dostojevskij: Onda andar (Běsy) (Wahlström & Widstrand, 1990

## Priser
- 1978 – Sveriges Författarfonds premium till personer för belöning av litterär förtjänst
- 1987 – Svenska Akademiens översättarpris
- 1992 – Letterstedtska priset för översättningen av Dostojevskijs Onda andar